# Trévérien
Trévérien é uma comuna francesa na região administrativa da Bretanha, no departamento Ille-et-Vilaine. Estende-se por uma área de 12,18 km². Em 2010 a comuna tinha 911 habitantes (densidade: 74,8 hab./km²).